# Saturday Night Fever
Saturday Night Fever (no Brasil, Os Embalos de Sábado à Noite; em Portugal, Febre de Sábado à Noite) é um filme americano de 1977, um drama musical produzido por Robert Stigwood, dirigido por John Badham e com roteiro de Norman Wexler baseado em um artigo do jornalista Nick Cohn para o jornal The New York Times.

## Sinopse
Tony Manero (personagem de John Travolta) é um jovem que vive no Brooklyn. Ele é um excelente dançarino de disco music e só fica feliz nos fins de semana, depois de passar a semana trabalhando em uma loja de tintas. Enquanto se prepara para participar de um concurso em uma discoteca, ele vive uma crise amorosa.
Tony acaba vencendo o concurso mas não fica satisfeito por achar que os segundos colocados são, em realidade, superiores a ele e sua parceira e que só não levaram o prêmio por serem latinos.
O filme transcorre mostrando as picardias de Manero e seus colegas e todos na expectativa do grande torneio que ao final se mostra uma experiência vazia para ele.

## Elenco principal
- John Travolta.... Tony Manero
- Karen Lynn Gorney.... Stephanie Mangano
- Barry Miller.... Bobby C.
- Joseph Cali.... Joey
- Paul Pape.... Double J.
- Fran Drescher.....Connie
- Donna Pescow.... Annette
- Bruce Ornstein.... Gus
- Julie Bovasso.... Flo Manero
- Martin Shakar.... Frank Manero Jr.
- Sam Coppola.... Dan Fusco
- Nina Hansen.... avó
- Lisa Peluso.... Linda Manero
- Denny Dillon.... Doreen
- Bert Michaels.... Pete

## Trilha sonora
Disco 1 - Lado 1.
1. "Stayin' Alive" - Bee Gees - 4:45
2. "How Deep Is Your Love" - Bee Gees - 4:05
3. "Night Fever" - Bee Gees - 3:33
4. "More than a Woman" - Bee Gees - 3:17
5. "If I Can't Have You" - Yvonne Elliman - 3:00

Disco 1 - Lado 2.
1. "A Fifth of Beethoven" - Walter Murphy - 3:03
2. "More Than a Woman" - Tavares - 3:17
3. "Manhattan Skyline" - David Shire - 4:44
4. "Calypso Breakdown" - Ralph MacDonald - 7:50 (*)

Disco 2 - Lado 1.
1. "Night on Disco Mountain" - David Shire - 5:12
2. "Open Sesame" - Kool & the Gang - 4:01
3. "Jive Talkin'" - Bee Gees - 3:43 (*)
4. "You Should Be Dancing" - Bee Gees - 4:14
5. "Boogie Shoes" - KC and the Sunshine Band - 2:17

Disco 2 - Lado 2.
1. "Salsation" - David Shire - 3:50
2. "K-Jee" - MFSB - 4:13
3. "Disco Inferno" - The Trammps - 10:51

(*) "Calypso Breakdown" e "Jive Talkin'" não tocam no filme.
As músicas "Dr. Disco" and "Disco Duck", interpretadas por Rick Dees, tocam no filme, mas não foram incluídas no álbum. Este álbum está na lista dos 200 álbuns definitivos no Rock and Roll Hall of Fame.

## Curiosidades
- Donna Pescow foi considerada "bonita demais" para o papel de Annette. Por isso, engordou 18 quilos e treinou seu sotaque nativo de Brooklyn. Após as filmagens, a atriz perdeu imediatamente o peso ganho.
- A mãe e a irmã do John Travolta apareceram em pequenos papéis do filme, como senhora da loja de tintas e empregada das pizzas, respectivamente.
- John G. Avildsen foi contratado para realizar, mas foi despedido três semanas antes do início das filmagens, devido a uma disputa do argumento com o produtor Robert Stigwood. Apesar disso, o filme manteve uma referência a Avildsen: o quarto de Tony tinha um poster do filme Rocky (que foi realizador) na parede.
- Inicialmente, John Travolta queria que o seu traje fosse preto, contudo, foi convencido de que na escuridão da discoteca e com a sua parceira a usar o vestido vermelho, ela chamaria mais atenção do que ele.
- A discoteca onde brilha Tony Manero - 2001 Odyssey (inspirado no filme 2001: Odisseia no Espaço, de Stanley Kubrick, de 1968), em Brooklyn - funcionou como tal até 1987, altura em que se converteu num clube gay chamado Spectrum. Em 2005, apesar dos protestos dos fãs do filme, que consideravam o lugar como um santuário, o espaço foi demolido.
- "Os Embalos de Sábado à Noite" levou mais de 6 milhões de pessoas aos cinemas no Brasil, fazendo com que o filme ocupe, até ao momento, a 11ª posição no ranking das maiores bilheterias do país.
- A maior parte da banda sonora é da responsabilidade dos Bee Gees: "Stayin' Alive", conquistou um estrondoso sucesso.
- Há uma referência ao filme no seriado mexicano Chaves, que é feita por Chiquinha no episódio "A bisavó da Chiquinha".

## Prêmios e indicações

### Prêmios
National Board of Review
- Melhor ator: John Travolta - 1977

### Indicações
Oscar
- Melhor ator: John Travolta - 1978

Globo de Ouro
- Melhor Filme - Comédia / Musical: 1978
- Melhor ator - Comédia / Musical: John Travolta - 1978
- Melhor Trilha Sonora: The Bee Gees, David Shire - 1978
- Melhor Canção: The Bee Gees (How Deep Is Your Love?) - 1978

BAFTA
- Prêmio Anthony Asquith para filme musical: The Bee Gees - 1979
- Melhor Som: 1979